# Structură tripartită

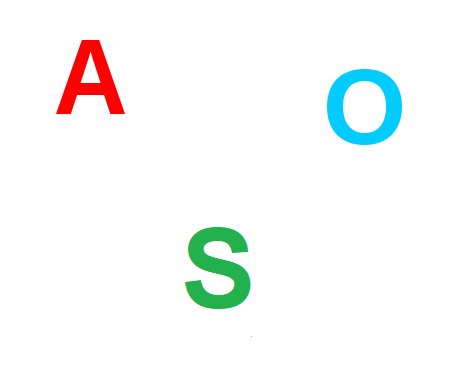
Structură tripartită în care Agentul, Obiectul și Subiectul sunt toate tratate diferit din punct de vedere morfosintactic.

În tipologia lingvistică, structura de acțiune tripartită este un tip de structură morfosintactică de acțiune în care argumentul principal („subiect”) al unui verb intranzitiv, agentul unui verb tranzitiv și obiectul (sau „pacientul” sau complementul direct) al unui verb tranzitiv sunt fiecare tratate distinct în sistemul gramatical al unei limbi. Acest lucru este în contrast cu limbile nominativ-acuzative și ergativ-absolutive, în care argumentul unui verb intranzitiv se potrivește fie cu agentul (în limbile acuzative), fie cu pacientul (în limbile ergative). Astfel, în timp ce în română, „ea” din „ea fuge” se potrivește cu „ea” din „ea pictează tabloul” (sunt ambele în cazul nominativ), iar o limbă ergativă ar potrivi „ea” din „ea fuge” cu „pe ea” din „el o place pe ea”, o limbă tripartită ar trata „ea” din „ea fuge” ca fiind morfologic și/sau sintactic distinct de oricare dintre argumentele din „el o place pe ea”.
Care limbi constituie exemple autentice de structură tripartită a cazurilor este o chestiune de dezbatere; cu toate acestea, Wangkumara, Nez Perce, Ainu, Vakh Khanty, Semelai, Kalaw Lagaw Ya, Kham și Yazghulami au fost toate considerate a demonstra structură tripartită în cel puțin o parte a gramaticii lor.  În timp ce sunt rare în limbile naturale, acestea s-au dovedit populare în limbile construite, în special în limba Na'vi prezentată în filmul Avatar din 2009.
În limbile cu caz morfologic, o aliniere tripartită marchează de obicei agentul unui verb tranzitiv cu cazul ergativ, obiectul/pacientul unui verb tranzitiv cu cazul acuzativ și argumentul (subiectul) cu cazul intranzitiv.

## Tipuri de sisteme tripartite
Limbile pot fi desemnate ca limbi tripartite fie pentru că au o aliniere morfosintactică tripartită completă, fie pentru că au un sistem mixt care duce la tratarea tripartită a uneia sau mai multor clase specifice de substantive. 

### Sisteme tripartite complete
Un sistem tripartit complet distinge între argumentele S, A și O în toate clasele de substantive. S-a afirmat că Wangkumara are singurul sistem de aliniere tripartită completă înregistrat.

### Sisteme mixte
Mai frecvente decât sistemele tripartite complete, sistemele mixte tripartite fie demonstrează alinierea tripartită în unele subsecțiuni ale gramaticii, fie le lipsește ergativul, acuzativul sau ambele în unele clase de substantive. Un exemplu al primului tip de sistem mixt poate fi Yazghulami, care prezintă tripartitism, dar numai la perfect. Un exemplu al celui de-al doilea ar fi Nez Perce, căruia îi lipsește marcarea ergativă la persoana întâi și a doua.
În Ainu, numai prima persoană inclusivă și a patra persoană (prima persoană plural exclusivă/logografică/indefinită etc.) prezintă aliniere tripartită, după cum se arată în tabel:
| Persoană  | A (ERG) | S (INTR) | O (ACC) | Structură |
| --------- | ------- | -------- | ------- | --------- |
| 1.SG      | ku=     | ku=      | en=     | Nom-Acc   |
| 1.PL.EXCL | ci=     | =as      | un=     | Tri.      |
| 2.SG      | e=      | e=       | e=      | Tri.      |
| 2.PL      | eci=    | eci=     | eci=    | Dir.      |
| 3.SG      | ∅=      | ∅=       | ∅=      | Dir.      |
| 3.PL      | ∅=      | ∅=       | ∅=      | Dir.      |
| 4         | a=      | =an      | i=      | Tri.      |

Ainu prezintă, de asemenea, formarea diatezei pasive tipică limbilor nominativ-acuzative și antipasivă a limbilor ergativ-absolutive. La fel ca Nez Percé, utilizarea atât a pasivei, cât și a antipasivei este o trăsătură a unei limbi tripartite.

## Sisteme tripartite, ergative și acuzative
O limbă tripartită nu menține nicio echivalență sintactică sau morfologică (cum ar fi ordinea cuvintelor sau caz gramatical) între argumentul central al verbelor intranzitive și oricare dintre argumentele centrale ale verbelor tranzitive. În sistemele tripartite complete, acest lucru implică faptul că argumentul verbelor intranzitive este întotdeauna tratat diferit de fiecare dintre argumentele principale ale verbelor tranzitive, în timp ce pentru sistemele mixte, acest lucru poate implica doar faptul că anumite clase de substantive sunt tratate diferit între aceste poziții sintactice.
Pentru o explicație mai bună a acestor termeni și a unui sistem ergativ-absolutiv, vezi Structură ergativ-absolutivă.
Argumentele unui verb sunt de obicei simbolizate după cum urmează:
- A = argumentul „agent” al unui verb tranzitiv (subiect tranzitiv tradițional)
- O = argumentul „pacient” al unui verb tranzitiv (obiect tranzitiv tradițional)
- S = argumentul unui verb intranzitiv (subiect intranzitiv tradițional)

Relația dintre sisteme poate fi reprezentată schematic după cum urmează:
|   | Ergativ-absolutiv | Nominativ-acuzativ | Tripartit |
| - | ----------------- | ------------------ | --------- |
| A | ERG               | NOM                | ERG       |
| O | ABS               | ACC                | ACC       |
| S | ABS               | NOM                | INTR      |

Termenul „subiect” s-a dovedit a fi problematic atunci când este aplicat limbilor care au orice altă structură decât cea nominativ-acuzativă și, prin urmare, referirea ca agent în propozițiile tranzitive este preferată în defavoarea termenului „subiect”.